# 塞利米耶军营
塞利米耶军营（土耳其語：Selimiye Kışlası）又名斯库台军营（Scutari Barracks），是土耳其军队的一个军营，位于土耳其伊斯坦布尔亚洲部分的于斯屈达尔区，靠近马尔马拉海。它是由苏丹塞利姆三世初建于1800年，供土耳其新军使用。为当时世界上最大的军营。克里米亚战争期间，南丁格尔在此奠定了现代护理的基础。

## 建设
最初的木制营房由Krikor Balyan设计。它于1806年被反对改革的造反亲兵烧毁。1825年苏丹马哈茂德二世下令用石材重建，完成于1828年2月6日。这是一个巨大的矩形三层建筑，200x267米，中心为大操场。

## 克里米亚战争

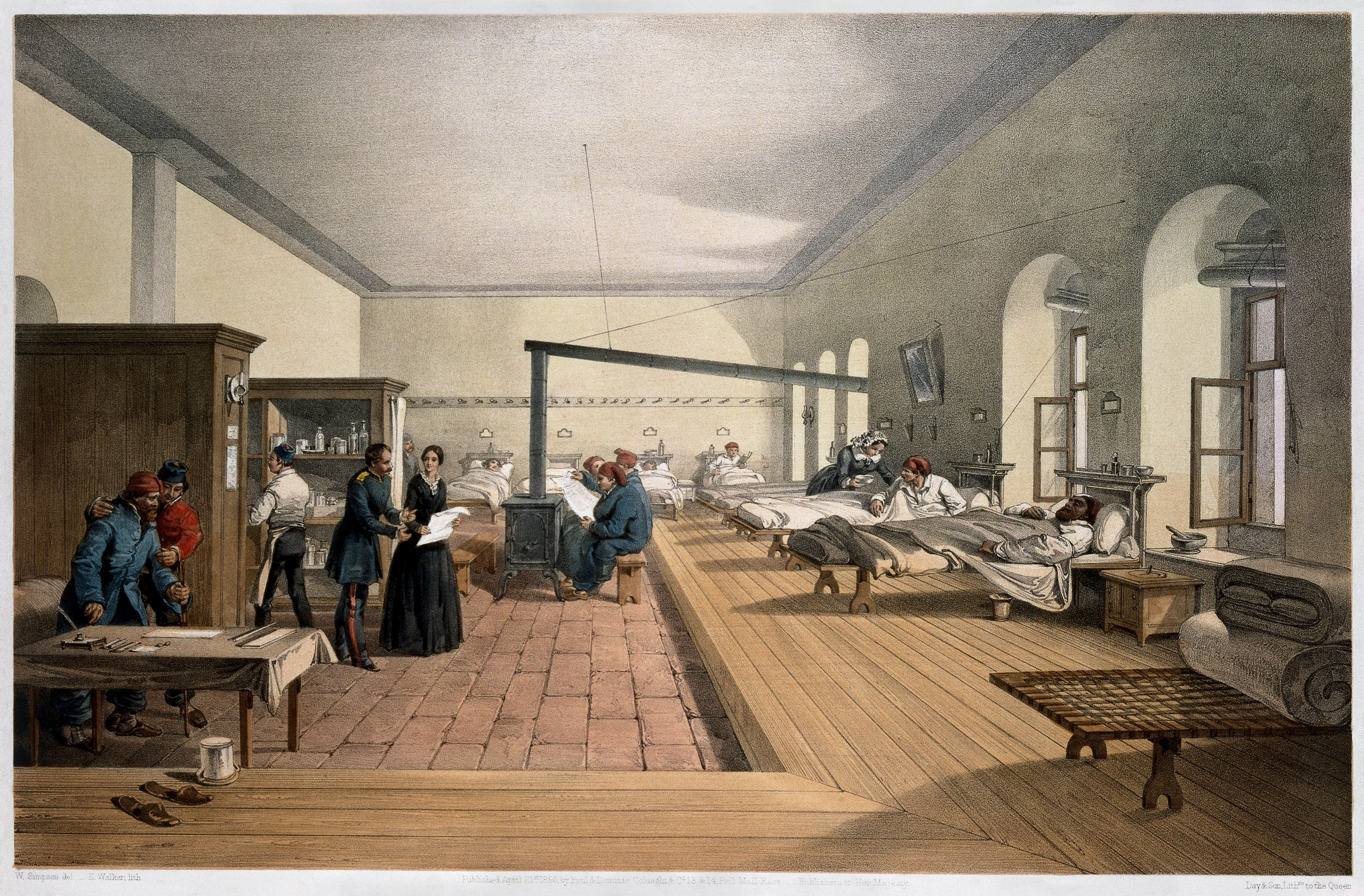
克里米亚战争期间

在克里米亚战争（1854年至1856年），该军营地处从英国到克里米亚的途中，分配给英军使用。后来改成一个临时医院。1854年11月4日，弗洛伦斯·南丁格尔和38名志愿者护士抵达斯库台。她们照顾成千上万的受伤和感染的士兵，直到1857年回家。在战争中，大约6000名士兵在军营死亡，大部分是因为霍乱流行的结果。死者被埋葬在兵营旁，后来成为海达帕萨公墓。（Haydarpaşa Cemetery）
如今，军营的北端塔楼是一座博物馆。